# Detlef Richter
Pour les articles homonymes, voir Richter.
Detlef Richter, né le 6 juin 1956 à Leipzig, est un bobeur est-allemand notamment médaillé de bronze olympique en bob à quatre en 1980.

## Biographie
Aux Jeux d'hiver de 1980, organisés à Lake Placid aux États-Unis, Detlef Richter est médaillé de bronze en bob à quatre avec Horst Schönau, Roland Wetzig et Andreas Kirchner. Pendant sa carrière, il gagne également cinq médailles aux championnats du monde : l'argent en bob à quatre en 1979 et en bob à deux et à quatre en 1985, et le bronze en bob à quatre en 1983 et en bob à deux en 1986.

## Palmarès

### Jeux Olympiques
- : médaillé de bronze en bob à 4 aux JO 1980.

### Championnats monde
- : médaillé d'argent en bob à 2 aux championnats monde de 1985.
- : médaillé d'argent en bob à 4 aux championnats monde de 1979 et 1985.
- : médaillé de bronze en bob à 2 aux championnats monde de 1986.
- : médaillé de bronze en bob à 4 aux championnats monde de 1983.